# Jan Westmaas
Johannes Cornelis (Jan) Westmaas (Alphen aan den Rijn, 23 november 1953) is een Nederlandse jurist, politicus en bestuurder. Hij is lid van het CDA.

## Biografie
Westmaas werd vanaf 1980, na het voltooien van zijn studie rechtsgeleerdheid aan de Rijksuniversiteit Leiden, advocaat te Lelystad. Vanaf 1987 had hij een eigen advocatenkantoor te Dronten. Daarnaast was hij van 1994 tot 2002 namens het CDA lid van de gemeenteraad van Dronten en fractievoorzitter. Van 2002 tot 2005 was hij daar wethouder en eerste locoburgemeester en had hij in zijn portefeuille Economische Zaken, Financiën, Grondzaken en Hanzeproject.
Westmaas was van 1 september 2005 tot 1 september 2016 burgemeester van Meppel. Na zijn burgemeesterschap was hij jurist bij een advocatenkantoor te Dronten. Van 15 oktober 2019 tot 1 juni 2021 was hij waarnemend burgemeester van Noordoostpolder. Van 1 februari tot 2 oktober 2024 was hij waarnemend burgemeester van Urk.
Westmaas is getrouwd en heeft drie kinderen.